# Békéssámson
Békéssámson je vas na Madžarskem, ki upravno spada pod podregijo Orosházi Županije Békés.